# Kolos Ferenc Vaszary

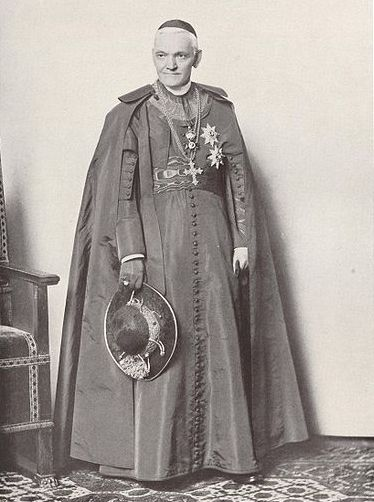
Claudius Kardinal Vaszary O.S.B, Erzbischof von Gran, Fürstprimas von Ungarn

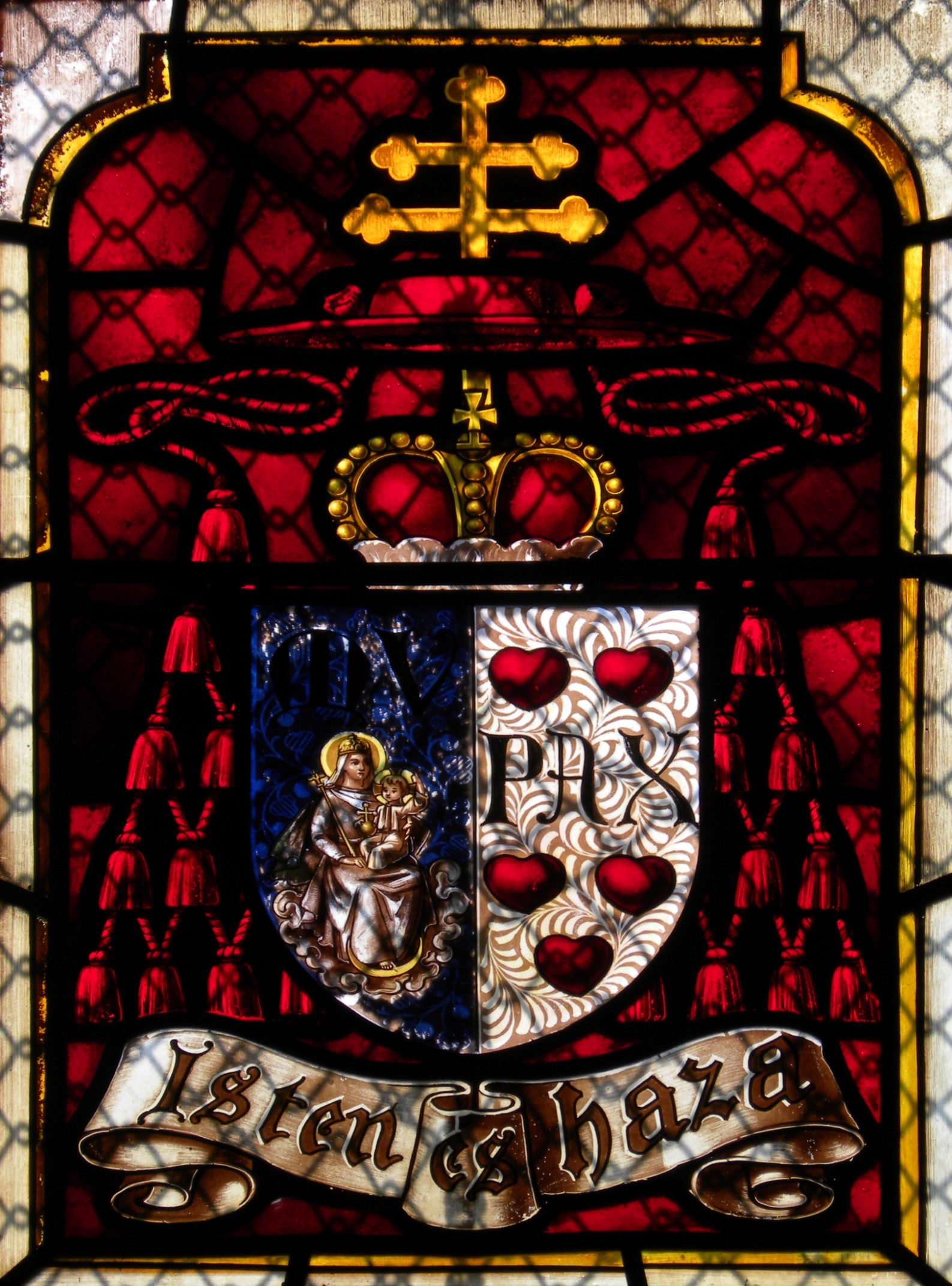
Kardinalswappen

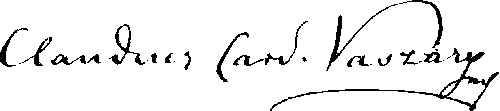
Unterschrift

Kolos Ferenc Kardinal Vaszary OSB (* 12. Februar 1832 in Keszthely, Kaisertum Österreich; † 3. September 1915 in Balatonfüred, Österreich-Ungarn) war ein Kardinal der Römischen Kirche und langjähriger Erzbischof von Esztergom.

## Leben
Vaszary trat im Jahre 1847 in die Benediktiner-Erzabtei Martinsberg ein, wo er den Ordensnamen Ferenc erhielt und am 6. Juni 1854 die Profess ablegte. Zwei Jahre später empfing er die Priesterweihe und arbeitete lange Jahre als Lehrer und Direktor der Schule der Erzabtei in Pannonhalma. Schließlich war Pater Ferenc Vaszary von 1885 bis 1891 Erzabt von Pannonhalma.
Am 13. Dezember 1891 wurde Kolos Ferenc Vaszary Erzbischof von Esztergom. Die Bischofsweihe spendete ihm am 7. Februar 1892 in Esztergom Luigi Galimberti, Nuntius in Österreich-Ungarn, Mitkonsekratoren waren die Weihbischöfe in Esztergom Pal Palásthy und József Boltizár. Sein Wahlspruch lautete "Pax deus et patria".
Im Konsistorium vom 16. Januar 1893 wurde Kolos Ferenc Vaszary von Papst Leo XIII. zum Kardinal kreiert und am 15. Juni 1893 als Kardinalpriester in seiner Titelkirche Santi Silvestro e Martino ai Monti installiert. Kardinal Vaszary nahm am Konklave 1903 teil, das Papst Pius X. wählte. Kardinal Vaszary lebte selbst bescheiden, verwendete aber viele Mittel für wohltätige Stiftungen. Sein Gesundheitszustand verschlechterte sich im November 1912 derart, dass er seinen Rücktritt von allen Ämtern erbat. Dem wurde in den ersten Wochen des Jahres 1913 entsprochen.
Er starb am 3. September 1915 in Balatonfüred und wurde in der Erzabtei Pannonhalma beigesetzt.